# Tom Sawyers äventyr (film, 1938)
Tom Sawyers äventyr (engelska: Tom Sawyer) är en amerikansk dramafilm från 1938 i regi av Norman Taurog. Filmen är baserad på Mark Twains roman med samma namn från 1876. I huvudrollerna ses Tommy Kelly, Jackie Moran och Ann Gillis. Detta är den första filmatiseringen i färg av romanen.

## Rollista i urval
- Tommy Kelly - Tom Sawyer
- Jackie Moran - Huckleberry Finn
- Ann Gillis - Becky Thatcher
- May Robson - tant Polly
- Walter Brennan - Muff Potter
- Victor Jory - Injun Joe
- David Holt - Sid Sawyer
- Victor Kilian - sheriff
- Nana Bryant - Mrs. Thatcher
- Olin Howland - Mr. Dobbins, lärare
- Donald Meek - ledare för söndagsskolan
- Charles Richman - domare Thatcher
- Margaret Hamilton - Mrs. Harper
- Marcia Mae Jones - Mary Sawyer
- Mickey Rentschler - Joe Harper
- Cora Sue Collins - Amy Lawrence
- Philip Hurlic - Little Jim
- Frank McGlynn Sr. - pastor (ej krediterad)
- Roland Drew - Dr. Robinson (ej krediterad)
- Spring Byington - änkan Douglas (ej krediterad)